# Lizardo Alzamora Silva
Lizardo Alzamora Silva (Lima, 18 de noviembre de 1900 - ib., 30 de marzo de 1973) fue un abogado, jurista y catedrático universitario peruano. Hizo importantes aportes al Derecho Constitucional peruano.

## Biografía
Hijo de Lizardo Alzamora Mayo y Matilde Silva Elguera (1870-1904). Su padre fue un destacado jurista, magistrado, político y docente universitario, que llegó a ser presidente de la Corte Suprema y ministro de Justicia e Instrucción. Su hermano fue el ingeniero y ministro de Estado Carlos Alzamora Elster.
Estudió en el Colegio Sagrados Corazones Recoleta y luego ingresó a la Universidad Mayor de San Marcos. Se graduó de doctor en Ciencias Políticas y Administrativas con una tesis sobre El billete de banco en el Perú (1924); y de doctor en Derecho con una tesis sobre El dolo en nuestra legislación (1926). Se recibió de abogado.
Se dedicó a la docencia en la Universidad de San Marcos. Entre 1925 y 1946 fue catedrático de Derecho Constitucional del Perú e Historia Constitucional del Perú y, de manera ocasional, de Derecho Comercial e Historia del Derecho Peruano. Asimismo, ejerció cargos administrativos en su alma mater: director de la Biblioteca Central (1927), secretario general (1928-1930) y decano de la Facultad de Derecho (1939-1945).
También trabajó en la administración pública, como miembro de la Junta de Vigilancia de los Registros Públicos, director del Registro Electoral Nacional, secretario general del Jurado Nacional de Elecciones, y director del Banco Central Hipotecario del Perú.
Falleció en la madrugada del 30 de marzo de 1973 a los 72 años en la Clínica Internacional de Lima. Estuvo casado con Doña Sara Rosa Porras Tizón (1905-¿?).

## Publicaciones
Su producción bibliográfica es la siguiente:
- 1923: Estudio histórico, doctrinario y legal comparado de la inscripción en el Registro de la Propiedad Inmueble (Tesis).
- 1926: Los aportes en las Sociedades Mercantiles (Tesis)
- 1926: El dolo en nuestra legislación civil (Tesis).
- 1926: El billete de banco en el Perú (Tesis)
- 1931: Sobre el plan Kemmerer.
- 1942: Derecho Constitucional General y del Perú.
- 1944: La evolución política y constitucional del Perú independiente.
- 1948: La codificación del Derecho Internacional Público y Privado y la unificación legislativa.

Su obra Derecho Constitucional General y del Perú (Lima, Librería e Imprenta Gil, 1942) es una fuente obligatoria para el estudio de la historia del constitucionalismo peruano.